# П'єро Сківадзаппа
П'єро Сківадзаппа (італ. Piero Schivazappa, 14 квітня 1935) — італійський режисер і сценарист кіно і телебачення.

## Життя і кар'єра
Народився в Колорно, Сківадзаппа прийшов у кіноіндустрію в 1959 році як асистент режисера, співпрацюючи з Валеріо Дзурліні, Маріо Монічеллі та Карло Ліццані та іншими. У 1963 році він почав співпрацювати з RAI для новин і документальних фільмів.
Сківадзаппа дебютував у повнометражному фільмі в 1969 році зі скандальним фільмом «Сміхотлива жінка» на тему БДСМ, з яким на той час виникло багато проблем із цензурою. Після успіху його мінісеріалу 1973 року «Vino e pane» у наступні роки він зосередився на телевізійних фільмах і серіалах. У 1986 році Сківазаппа зняв Серену Ґранді в еротичній драмі «Синьйора делля нотте» Джованні Бертолуччі.

### Особисте життя
Сківадзаппа одружений з акторкою Сціллою Ґабель.

## Вибрана фільмографія
- L'Odissea (ТВ, 1968)
- Сміхотлива жінка (1969)
- Una sera c'incontrammo (1975)
- Дов'є Анна? (ТВ, 1976)
- Леді ночі (1986)
- Американська любов (ТВ, 1994)